# شبكرمة جنجلية الأوراق
شبكرمة جنجلية الأوراق (الاسم العلمي:Ampelopsis humulifolia) هي نوع من النباتات يتبع جنس الشبكرمة من فصيلة الكرمية.